# Scutellator spinatorius
Scutellator spinatorius är en stekelart som beskrevs av Dmitriy R. Kasparyan och Humala 1995. Scutellator spinatorius ingår i släktet Scutellator och familjen brokparasitsteklar. Inga underarter finns listade i Catalogue of Life.